# Grèce aux Jeux olympiques d'hiver de 2006
Cet article contient des informations sur la participation et les résultats de la Grèce aux Jeux olympiques d'hiver de 2006 à Turin en Italie. Elle était représentée par cinq athlètes.

## Médailles
|       | Médaille d'or | Médaille d'argent | Médaille de bronze | Total |
| ----- | ------------- | ----------------- | ------------------ | ----- |
| Grèce | 0             | 0                 | 0                  | 0     |

## Résultats

### Biathlon
Homme
| Épreuve      | Athlète                | Erreurs | Temps   | Rang |
| ------------ | ---------------------- | ------- | ------- | ---- |
| 10 km sprint | Stavros Khristoforidis | 3       | 32:48.3 | 84   |

| Épreuve | Athlète                | Temps     | Erreurs | Temps ajusté | Rang |
| ------- | ---------------------- | --------- | ------- | ------------ | ---- |
| 20 km   | Stavros Khristoforidis | 1'02:13.3 | 11      | 1'13:13.3    | 88   |

### Ski alpin
Homme
| Athlète              | Épreuve      | Manche 1 | Manche 2 | Total   | Total |
| Athlète              | Épreuve      | Temps    | Temps    | Temps   | Rang  |
| -------------------- | ------------ | -------- | -------- | ------- | ----- |
| Vassílis Dimitriádis | Slalom Géant | DNF      | –        | –       | –     |
| Vassílis Dimitriádis | Slalom       | 57.38    | 54.00    | 1:51.38 | 23    |

Femme
| Athlète             | Épreuve      | Manche 1 | Manche 2 | Total   | Total |
| Athlète             | Épreuve      | Temps    | Temps    | Temps   | Rang  |
| ------------------- | ------------ | -------- | -------- | ------- | ----- |
| Magdalini Kalomirou | Slalom Géant | 1:15.28  | 1:21.17  | 2:36.45 | 39    |
| Magdalini Kalomirou | Slalom       | DSQ      | –        | –       | –     |

### Ski de fond
| Athlète          | Épreuve | Qualifications | Qualifications | Quarts de finale | Quarts de finale | Demi-finales | Demi-finales | Finale | Finale |
| Athlète          | Épreuve | Temps          | Rang           | Temps            | Rang             | Temps        | Rang         | Temps  | Rang   |
| ---------------- | ------- | -------------- | -------------- | ---------------- | ---------------- | ------------ | ------------ | ------ | ------ |
| Lefteris Fafalis | Sprint  | 2 min 20 s 33  | 29e Q          | 2 min 26 s 7     | 6e (éliminé)     | –            | –            | –      | –      |

| Athlète           | Épreuve | Qualifications | Qualifications | Quarts de finale | Quarts de finale | Demi-finales | Demi-finales | Finale | Finale |
| Athlète           | Épreuve | Temps          | Rang           | Temps            | Rang             | Temps        | Rang         | Temps  | Rang   |
| ----------------- | ------- | -------------- | -------------- | ---------------- | ---------------- | ------------ | ------------ | ------ | ------ |
| Panayióta Tsakíri | Sprint  | 2 min 43 s 28  | 66e (éliminé)  | –                | –                | –            | –            | –      | –      |